# Úřad Federálního ministerstva vnitra pro leteckou službu

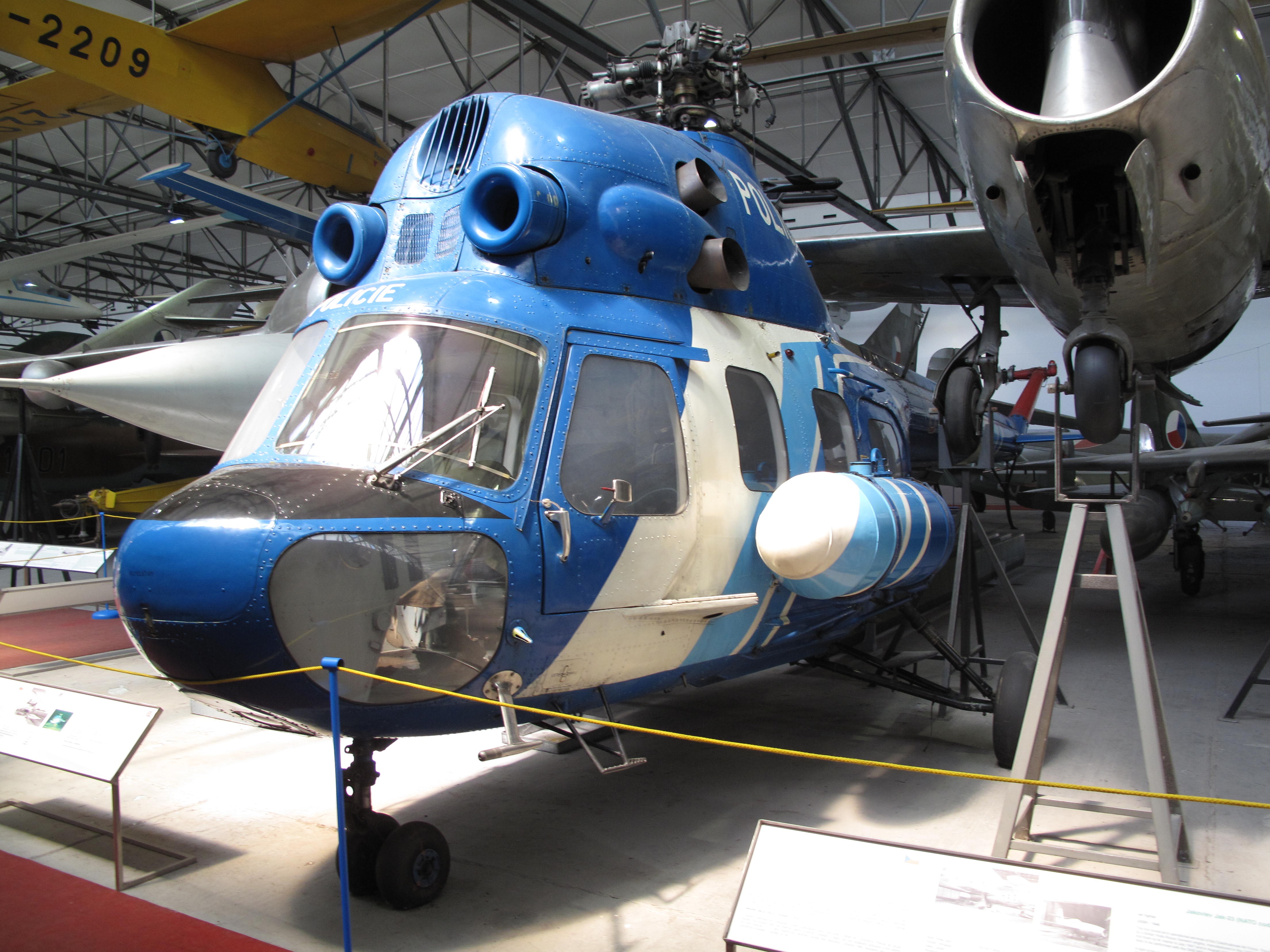
Policejní vrtulník Mil Mi-2 s imatrikulací B-2530 v Leteckém muzeu Kbely

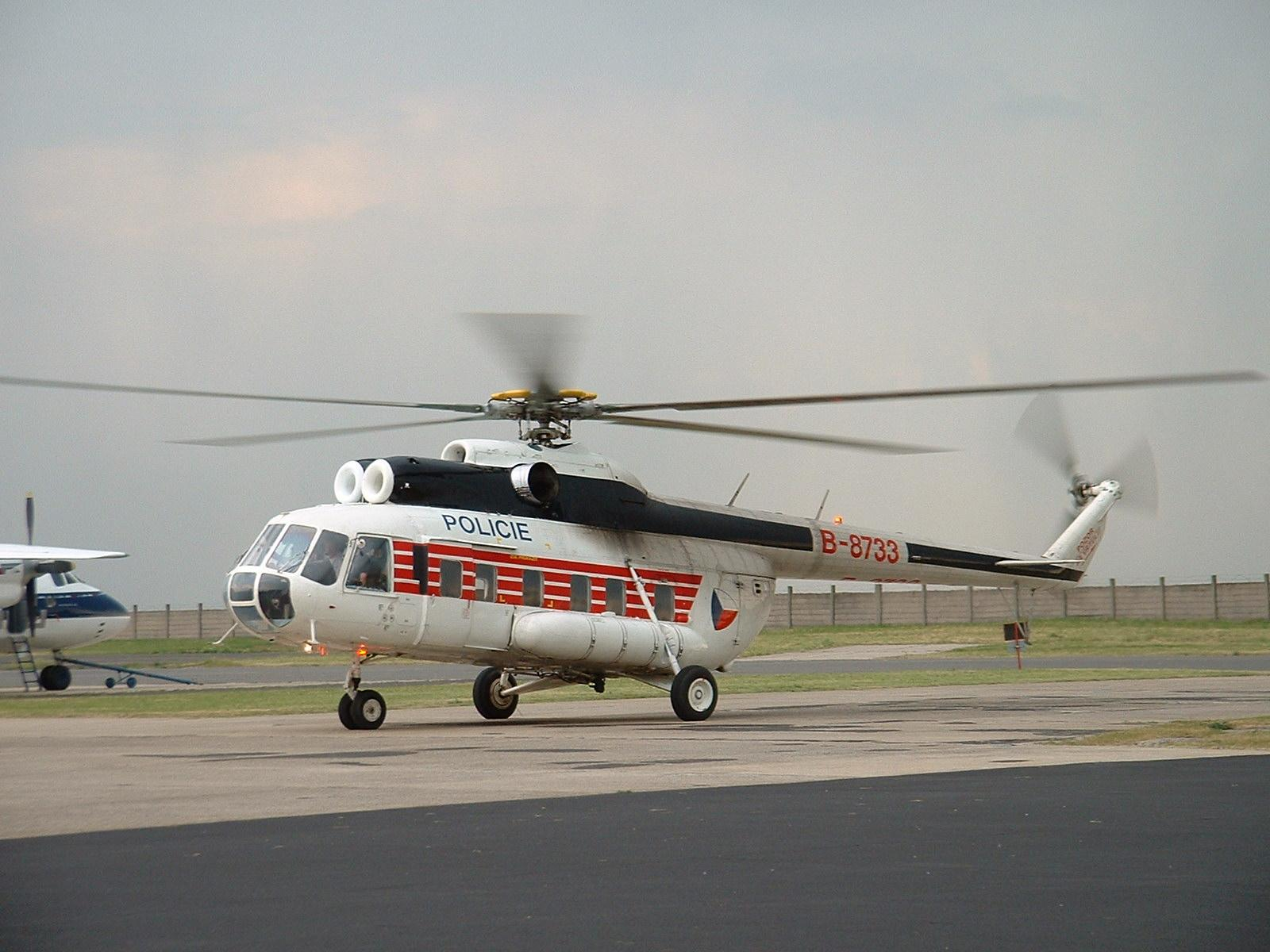
Policejní vrtulník Mil Mi-8

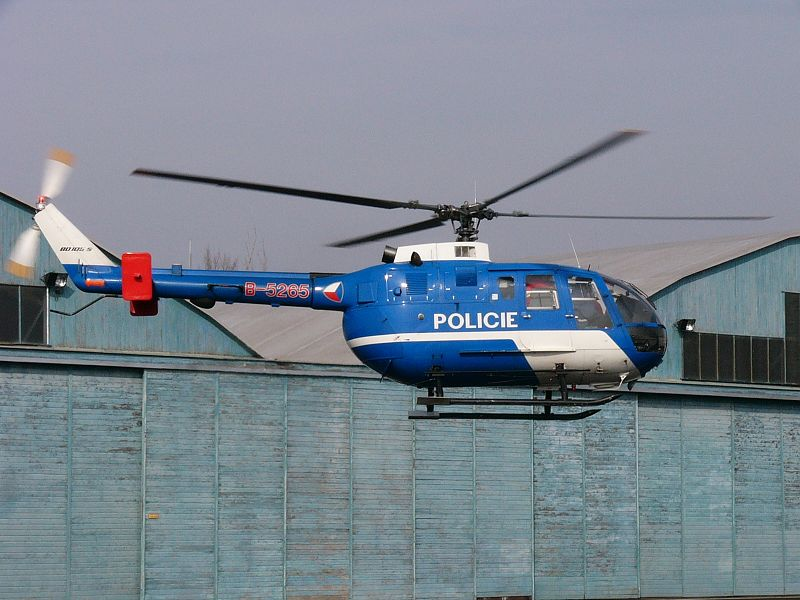
Vrtulníky MBB Bo 105 byly první „nevýchodní" stroje sloužící u československé policie

Úřad Federálního ministerstva vnitra pro leteckou službu (ÚFMVLS) byl letecký policejní útvar, který existoval v letech 1990 a 1991 na území České a Slovenské Federativní Republiky. Předchůdcem útvaru byla Letecká správa Federálního ministerstva vnitra a nástupcem se stala Letecká služba Federálního policejního sboru. 

## Historie
Úřad Federálního ministerstva vnitra pro leteckou službu vzniknul v roce 1990 jako nástupce Letecké správy Federálního ministerstva vnitra. Jednalo se o nový letecký policejní útvar, který byl ustanoven v souvislosti se zánikem Československé socialistické republiky a vznikem České a Slovenské Federativní Republiky. V roce 1990 došlo ke zrušení Sboru národní bezpečnosti a novým provozovatelem policejní letky se stalo Federální ministerstvo vnitra. Většina úkolů Úřadu Federálního ministerstva vnitra pro leteckou službu se nelišila od úkolů předcházející letky, ale byl kladen větší důraz na záchrannou činnost. Policejní vrtulníky zabezpečovaly především pohotovostní lety, pátraly po osobách a věcech a monitorovaly dopravu. Nové činnosti souvisely se zajištěním provozu letecké záchranné služby, jejíž kompletní systém byl v Československu vybudován v letech 1987–1992. Nový útvar stál v roce 1990 u otevření stanice letecké záchranné služby Kryštof 06 v Hradci Králové a od svého vzniku provozoval leteckou záchrannou službu také na stanici Kryštof 01 v Praze. Z útvaru byl v roce 1991 vyčleněn Státní letecký útvar, který měl na starosti jiné činnosti. Úřad Federálního ministerstva vnitra pro leteckou službu zaniknul oficiálně v roce 1991 a byl nahrazen Leteckou službou Federálního policejního sboru. Jednalo se však pouze o formální změnu.

## Vrtulníky
Úřad Federálního ministerstva vnitra pro leteckou službu provozoval během svého působení vrtulníky Mil Mi-2, Mil Mi-8 a MBB Bo 105. V roce 1990 měla policejní letka k dispozici pouze sovětské stoje Mil Mi-2 a Mil Mi-8, které byly v provozu již od 70. let. V roce 1990 bylo tak vypsáno výběrové řízení na dodávku nových vrtulníků. Mezi uvažované stroje patřily vrtulníky MBB Bo 105, PZL W-3A Sokół nebo Bell 206. Nakonec byly zakoupeny stroje MBB Bo 105, které sloužily od května 1991. Jednalo se o první dva „nevýchodní" stroje u československé policejní letky. Ani jeden z vrtulníků nebyl zcela nový, oba stroje byly již dříve používány v Německu.